# Nyaruhano
Nyaruhano är ett periodiskt vattendrag i Burundi.   Det ligger i provinsen Makamba, i den södra delen av landet, 110 km sydost om huvudstaden Bujumbura.
Omgivningarna runt Nyaruhano är en mosaik av jordbruksmark och naturlig växtlighet. Runt Nyaruhano är det ganska tätbefolkat, med 179 invånare per kvadratkilometer.